# 静岡市立南藁科小学校
静岡市立南藁科小学校（しずおかしりつ みなみわらしなしょうがっこう）は、静岡県静岡市葵区吉津にある公立小学校。

## 沿革
- 1874年（明治7年）
  - 6月 - 安倍郡の牧ヶ谷村・吉津村を区域とし、牧ヶ谷村耕雲寺に「吉津学舎」設置[1]。
  - 8月 - 安倍郡の小瀬戸村・飯間村を区域とし、飯間村瑞竜院に「平章舎」設置[1]。
- 1883年（明治16年）5月 - 「平章舎」を「村立藁南学校」と改称[1]。
- 1886年（明治19年）4月-　「藁南学校」を「村立飯間学校」、「牧ヶ谷学校」を「飯間学校分教室」と改称[1]。
- 1892年（明治25年）
  - 7月 - 「飯間学校分教室」が独立し、「安部郡南藁科村立牧ヶ谷尋常小学校」と改称[1]。
  - 9月 - 「村立飯間学校」を「安部郡南藁科村立飯間尋常小学校」と改称[1]。
- 1908年（明治41年）
  - 4月 - 上記2校を合併して、「南藁科尋常小学校」とする[1]。
  - 9月 - 高等科を併設して、「南藁科尋常高等小学校」となる[1]。
- 1947年（昭和22年）4月1日 - 学制改革に伴い、校名を「静岡県安倍郡南藁科村立南藁科小学校」と改称。
- 1955年（昭和30年）6月1日 - 静岡市への合併により、「静岡市立南藁科小学校」と校名を改称。
- 1965年（昭和40年）3月 - 校歌制定。
- 1971年（昭和46年）7月23日 - 校旗制定。
- 2008年（平成20年）11月22日 - 創立100周年記念式典。

## 通学区域
葵区

| - 産女 - 飯間 | - 小瀬戸 - 西又 | - 牧ケ谷 - 吉津 |

## アクセス
- しずてつジャストライン牧ヶ谷線 「南藁科小学校前」停留所から、徒歩1分